# Hokuto (Yamanashi)
Hokuto (北杜市 Hokuto-shi?) es una ciudad (市, shi) de la prefectura de Yamanashi, en Japón. La ciudad 
se creó al desaparecer el distrito de Kitakoma y formarse con siete de sus pueblos el 1 de noviembre de 2004. La población es de 50.084 habitantes para una superficie de 602,89 km² (2006).
Entre sus museos se encuentra el Museo Kiyosato de las Artes Fotográficas que presenta el trabajo de jóvenes fotógrafos.

## Ciudades hermanadas
- Estados Unidos Condado de Madison, Kentucky
- Estados Unidos Le Mars, Iowa
- Corea del Sur Pocheon, Gyeonggi
- Italia Manchanno
- Canadá Crowsnest Pass, Alberta